# Diotrephes
Diotrephes – rodzaj muchówek z rodziny rączycowatych (Tachinidae).

## Wybrane gatunki
- D. atriventris (Walker, 1853)[1]
- D. formosus Reinhard, 1964[1]